# Neuf-Marché
Neuf-Marché település Franciaországban, Seine-Maritime megyében. Lakosainak száma 647 fő (2022. január 1.). Neuf-Marché Bouchevilliers, Martagny, Mesnil-sous-Vienne, Saint-Pierre-es-Champs, Ernemont-la-Villette és Montroty községekkel határos.

## Népesség
A település népességének változása:
| Lakosok száma | 694  | 684  | 701  | 667  | 667  | 667  | 664  | 656  | 647  |
|               | 2013 | 2015 | 2016 | 2017 | 2018 | 2019 | 2020 | 2021 | 2022 |